# Alpinia havilandii
Alpinia havilandii är en enhjärtbladig växtart som beskrevs av Karl Moritz Schumann. Alpinia havilandii ingår i släktet Alpinia och familjen Zingiberaceae. Inga underarter finns listade i Catalogue of Life.